# Anton Ingves
Anton Carl Henning Ingves, född 16 juli 2001, är en svensk fotbollsspelare som spelar för Örebro Syrianska. 

## Klubblagskarriär
Anton Ingves moderklubb är SK Sifhälla från Säffle. Efter att under ungdomsåren varit en del av klubbens ungdomssamarbete med Säffle FF debuterade Ingves för SK Sifhällas A-lag som 14-åring. Under sin sista säsong i klubben var han med om ta upp dem i division 3.
Som 16-åring skrev han sommaren 2017 på för Örebro SK. Efter att ha spenderat de första åren i Örebro SK i klubbens ungdomsakademi skrev Ingves i januari 2019 på ett ungdomskontrakt med klubben. Drygt två år senare, våren 2021, blev han en permanent del av A-lagstruppen.
Senare samma år kom också den allsvenska debuten, då Ingves stod för ett inhopp i 1-1-mötet med Halmstads BK den 28 oktober 2021. Veckan därpå åkte Örebro SK ur Allsvenskan. Efter säsongen 2021 lämnade han klubben. I februari 2022 skrev Ingves på för BK Forward.
I december 2022 värvades Ingves av Örebro Syrianska, där han skrev på ett tvåårskontrakt.

## Statistik
| Klubb              | Säsong             | Liga                       | Liga    | Liga | Nationell cup | Nationell cup | Totalt  | Totalt |
| Klubb              | Säsong             | Division                   | Matcher | Mål  | Matcher       | Mål           | Matcher | Mål    |
| ------------------ | ------------------ | -------------------------- | ------- | ---- | ------------- | ------------- | ------- | ------ |
| SK Sifhälla 2      | 2016               | Division 6 Västra Värmland | 1       | 0    | —             | —             | 1       | 0      |
| SK Sifhälla 2      | 2017               | Division 5 Östra Värmland  | 1       | 0    | —             | —             | 1       | 0      |
| SK Sifhälla 2      | Totalt             | Totalt                     | 2       | 0    | —             | —             | 2       | 0      |
| SK Sifhälla        | 2016               | Division 4 Värmland        | 3       | 1    | —             | —             | 3       | 1      |
| SK Sifhälla        | 2017               | Division 4 Värmland        | 6       | 1    | —             | —             | 6       | 1      |
| SK Sifhälla        | Totalt             | Totalt                     | 9       | 2    | —             | —             | 9       | 2      |
| Örebro SK          | 2021               | Allsvenskan                | 2       | 0    | 0             | 0             | 2       | 0      |
| BK Forward         | 2022               | Ettan Norra                | 26      | 2    | 0             | 0             | 26      | 2      |
| Örebro Syrianska   | 2023               | Ettan Norra                | 27      | 0    | 2             | 0             | 29      | 0      |
| Örebro Syrianska   | 2024               | Ettan Norra                | 8       | 0    | 0             | 0             | 8       | 0      |
| Örebro Syrianska   | Totalt             | Totalt                     | 35      | 0    | 2             | 0             | 37      | 0      |
| Totalt i karriären | Totalt i karriären | Totalt i karriären         | 74      | 4    | 2             | 0             | 76      | 4      |